# Balcons de Barcelona
Balcons de Barcelona és un mural pictòric situat a la plaça de Pablo Neruda, del districte de l'Eixample de Barcelona. Va ser creat el 1992 pel grup arpità Cité de la Création.

## Història i descripció
Aquest mural es va fer en el context de la campanya Barcelona posa't guapa (1986-1992), de restauració de façanes d'edificis i de monuments, així com d'adequació de parets mitgeres, promoguda per Josep Emili Hernández-Cros, de l'àrea de Patrimoni de l'Ajuntament de Barcelona. Va ser inaugurat el 29 de febrer de 1992 per l'alcalde de Barcelona, Pasqual Maragall, i el de Lió, Michel Noir, amb la presència d'Antònia Macià, vídua de Josep Tarradellas, i de la filla de Joan Miró.

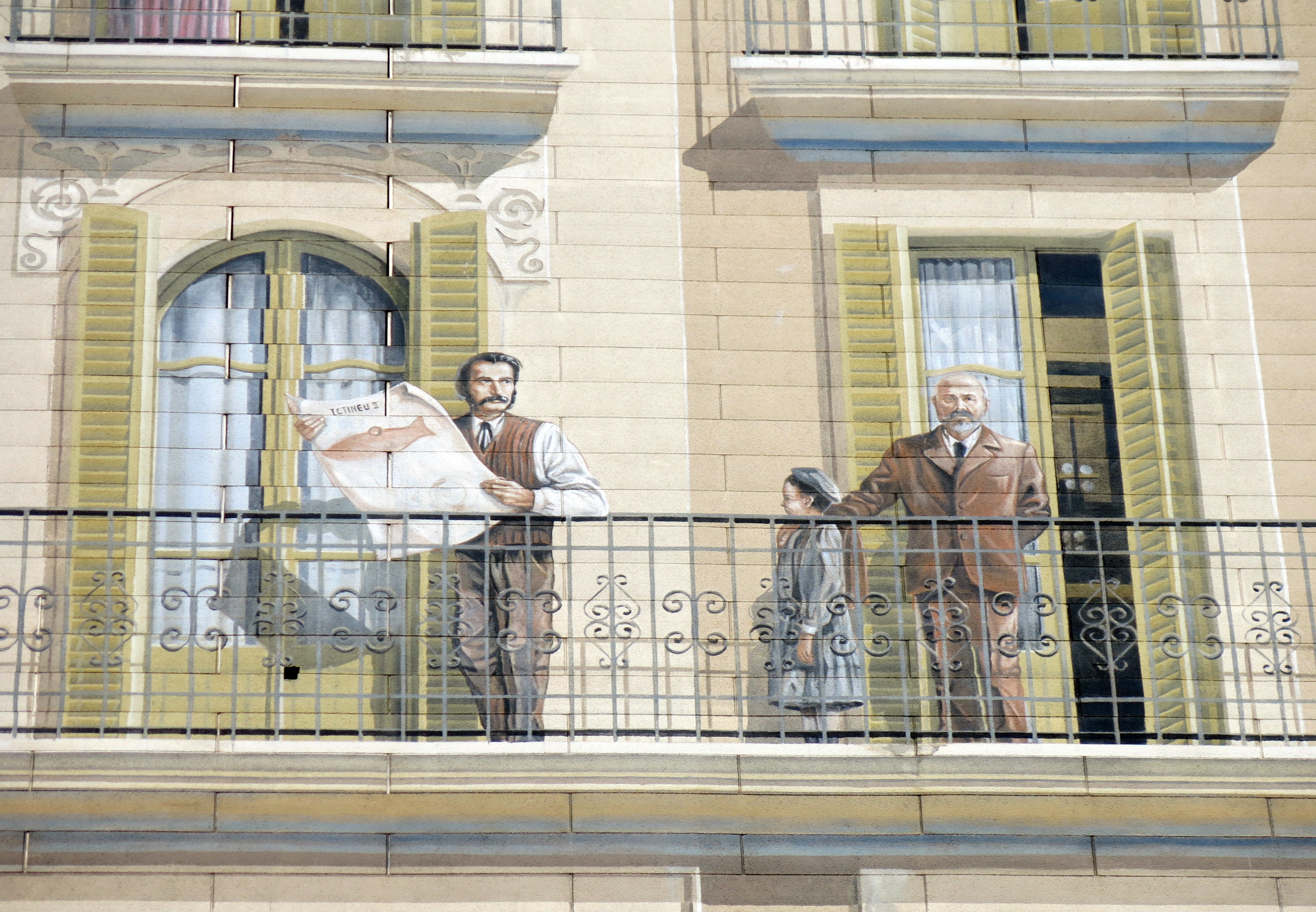
Narcís Monturiol i Francesc Ferrer i Guàrdia

L'obra es troba en un edifici situat entre la plaça de Pablo Neruda i el carrer dels Enamorats, el qual tenia una paret mitgera que produïa un aspecte antiestètic a l'entorn. Així doncs, es va realitzar un mural que ocupa tota la paret, i que simula ser una façana d'edifici amb balconades on treuen el cap diversos personatges, amb un efecte de trompe-l'œil. Els personatges escollits són 26 famoses personalitats del món cultural relacionats amb la ciutat comtal: a la terrassa, Joaquim Blume i Cristòfor Colom, a la cinquena planta, Santiago Rusiñol, a la quarta, Àngel Guimerà i Margarida Xirgu, a la tercera, Joan Maragall, Pompeu Fabra, Francesc Ferrer i Guàrdia, Narcís Monturiol i Ignasi Barraquer, a la segona, Antoni Gaudí, Bartomeu Robert, Ildefons Cerdà, Francesc de Paula Rius i Taulet, Francesc Macià, Lluís Companys i Josep Tarradellas, a la primera, Jacint Verdaguer, Joan Miró, Carmen Amaya, Pablo Picasso, Josep Anselm Clavé, Pau Casals i Antonio Machín; i a la planta baixa, Raquel Meller i Mercè Rodoreda.
El grup Cité de la Création està format per una cooperativa d'artistes de Lió i està especialitzat en grans murals. Han estat guanyadors del premi Decenni Cultural de la Unesco.